# Az Amerikai Egyesült Államok külbirtokai
Az Amerikai Egyesült Államok külbirtokai olyan, az Egyesült Államokhoz tartozó földrajzi területek, melyek az Amerikai Egyesült Államok államain kívül esnek, jogilag függetlenek tőlük, lakosaik mégis amerikai állampolgárok. A gyarmatosítás korában, többek között a spanyol–amerikai háború révén jöttek létre, túlnyomórészt az Egyesült Államoknak a Kína felé irányuló terjeszkedése során. Az Egyesült Államok saját gyarmati múltja, illetve az amerikai függetlenségi háború hagyományai miatt soha nem nevezték őket gyarmatoknak.

## Alkotmányjogi helyzet
Az USA alkotmányjoga különbséget tesz „bekebelezett” és „bekebelezetlen” területek között, valamint „szervezett” és „szervezetlen” területek között.
Szervezettnek minősül az a terület, melynek van saját szervezett közigazgatása, míg szervezetlen az, aminek nincs, jellemzően ezek - egy kivétellel - lakatlan területek, melyeken értelemszerűen nem is lehetne közigazgatást szervezni, ill. olyan kis lakosságú területek, hogy nem érdemes megszervezni rajtuk a közigazgatást.
Ami a bekebelezett/bekebelezetlen megkülönböztetést illeti, pillanatnyilag minden amerikai külbirtok bekebelezetlen, egyetlen kivétellel: ez Palmyra-atoll, mely a Csendes-óceán központi részén található. A bekebelezett státusz azt jelenti, hogy az illető terület szerves része az Amerikai Egyesült Államoknak, vonatkozik rá automatikusan a teljes amerikai jogrend, lakosai pedig amerikai állampolgárok, viszont nem a szövetségi állam tagja (hiszen nem állam), hanem a szövetségi központi kormány alá tartozik. Tehát valójában Palmyra-atoll nem is tekinthető teljes mértékben külbirtoknak jogi értelemben.

## Teljes önkormányzattal rendelkező társult államok

### Északi-Mariana-szigetek
(Commonwealth of the Northern Mariana Islands)
- A Csendes-óceán délnyugati részén, a 23. és 11. északi szélességi és a 140. és 155. keleti hosszúsági fok között található.
- Területe: 457 km²
- Lakossága: 43 000 fő (2000)
- Fővárosa: Garapan

### Puerto Rico
(Commonwealth of Puerto Rico)
- A Karib-tengerben, Hispaniolától (Haiti) keletre fekvő sziget.
- Területe: 8959 km²
- Lakossága: 3 621 000 fő (2000)
- Fővárosa: San Juan

## Az Amerikai Egyesült Államok önkormányzattal nem rendelkező területei

### Amerikai Csendes-óceáni szigetek
(United States Miscellaneous Pacific Islands)
- A Csendes-óceán közepén fekvő Sand-,  Howland-,  Baker- és  Jarvis-sziget, a Johnson- és  Palmyra-atoll, valamint a  Kingman-zátony. A szigeteken katonai támaszpontok működnek.
- Összes szárazföldi terület: 12,9 km²
- Lakossága: katonai kiszolgáló személyzet

### Amerikai Szamoa
(American Samoa)
- A Csendes-óceánban,  Szamoa és a  Cook-szigetek között elhelyezkedő szigetek.
- Területe: 194,8 km²
- Lakossága: 47 000 fő (2000)
- Fővárosa: Pago Pago

### Amerikai Virgin-szigetek
(Virgin Islands of the United States)
- A Karib-tengerben Puerto Ricótól keletre fekvő több kisebb sziget.
- Területe: 354,8 km²
- Lakossága: 102 000 fő (2000)
- Fővárosa: Charlotte Amalie

### Guam
- Az  Északi-Mariana-szigetek földrajzi értelemben vett legdélibb szigete, mely attól külön közigazgatási egységet képez.
- Területe: 549 km²
- Lakossága: 133 000 fő (2000)
- Fővárosa: Agana

### Midway-atoll
(Midway Islands)
- Az Északnyugati Hawaii-szigetek közé sorolt atollcsoport. Fontos katonai támaszpont.
- Területe: 5 km²
- Lakossága: katonai kiszolgáló személyzet

### Wake-sziget
(Wake Island)
- Hawaii és az Északi-Mariana-szigetek között félúton fekszik, a  Marshall-szigetektől északra. Fontos légi- és haditengerészeti támaszpont.
- Területe: 8 km²
- Lakossága: katonai kiszolgáló személyzet

## Az Amerikai Egyesült Államok bérelt területe

### Guantánamói-öböl
Tengeröböl Kuba szigetének délkeleti végén, Guantánamo városától nem messze. Az Egyesült Államok egy 1903-as egyenlőtlen szerződés alapján „bérli”,  ennek jogszerűségét Kuba 1959 óta nem ismeri el. Haditengerészeti támaszpont, hírhedt börtön.